# Nasty Music
Nasty Music är ett svenskt rockband från Umeå, grundat 1978.
Bandet, som är tydligt influerat av The Rolling Stones spelar i huvudsak egna och andras låtar i gränslandet mellan rock’n’roll och rhythm’n’blues.
Dess obestridliga frontfigur är gitarristen, sångaren och låtskrivaren Putte Berglund, men även gitarristen Jimmy Ågren och trumslagaren Erik Dahlgren har medverkat under många år.
Gruppens första skiva, Funny Thing, släpptes 1992 på skivbolaget Garageland Records. År 2007 släpptes samlingsalbumet 25 Years of Hanging Around, också den på Garageland Records.
Nasty Music har under åren främst uppträtt i Umeåregionen, men också i norrländska orter som Luleå, Örnsköldsvik och Lycksele  , vilket uppmärksammats i flera regionala medier.

## Historia och medlemmar

### Inledningen
Bandet bildades ursprungligen i september 1978 på Ålidhem i Umeå av klasskamraterna Patrik ”Putte” Berglund på sång och gitarr och Peter Bergström, gitarr. Erik Dahlgren spelade trummor.
Den första spelningen – under namnet Sticky Fingers – ägde rum på Ålidhemsskolans julavslutning den 19 december 1978.
I januari 1979 kompletterades bandet med Mikael Johansson på bas och sång och Tomas Jonsson på klaviatur. Mikael och Tomas medverkade fram till i maj 1979 men ersattes så småningom av Jonas Edholm och Pontus Holm.

### 1980-talet
Efter namnbyte från Sticky Fingers till Flash Out fick bandet sitt nuvarande namn hösten 1980, efter en bootleg-skiva med Rolling Stones.
År 1982 gjorde Nasty Music sitt första TV-framträdande i SVT-programmet Zorro, producerat av Leonard Eek.

### 1990-talet och framåt
Nasty Music släppte sitt första album, Funny Thing, 1992. Bandmedlemmar var då Putte Berglund, Jonny Åström, Erik Dahlgren, Simon Wolming och Mikael Lundgren. Nästa album, 25 Years of Hanging Around, dröjde till 2007 då Wolming och Lundgren ersatts av Jimmy Ågren på gitarr och Lars Eriksson på bas.
Bandet hotade 2012 att ställa in alla spelningar under år 2014, det år Umeå var Europeisk kulturhuvudstad, i samband med att en uppskattad kulturscen i staden hotades av nedläggning. Bandet har också kritiserat lokala politiker för att sälja ut, vad bandet anser vara lokala kulturvärden och kulturens grogrund.
Idag (2020) består bandet av Patrik ”Putte” Berglund, Jonny Åström, Mikael Lundgren och Elin Fällman på sång. Trumslagare har varierat på senare år.

## Diskografi

### Vinyl/LP
- Funny Thing (1992) [16]

### Samlingsskiva
- 25 Years of Hanging Around (2007)